# 屏山清涼寺
清涼寺位於四川省屏山縣清涼鄉，文物遺址年代判定為明、清。1996年9月16日公佈為四川省第四批省級文物保護單位。